# 敦州 (湖南)
敦州，中国五代十国时设置的州。
后晋天福二年（937年），避石敬瑭曾祖石郴讳，改郴州置，治所在敦化县。辖境相当今湖南省永兴县以南耒水流域（支流西河上游除外）和宜章县地。乾祐三年（950年），复名郴州。